# Der große Zapfenstreich
Der große Zapfenstreich ist ein dramatischer Spielfilm von 1952 frei nach dem gleichnamigen Bühnenstück von Franz Adam Beyerlein. Unter der Regie von Georg Hurdalek spielen Johanna Matz und Jan Hendriks die Hauptrollen in diesem am 3. Oktober 1952 im Residenz-Theater in Düsseldorf uraufgeführten Filmdrama.

## Handlung
Kläre Volkhardt ist mit Unteroffizier Fritz Helbig verlobt, der sich gerade auf einem mehrmonatigen Lehrgang in einer Reitschule befindet. Kläres Vater ist Wachtmeister in einer Ulanenkaserne; Vater und Tochter leben in der Kaserne. Trotz ihrer Verlobung trifft sich Kläre heimlich mit Leutnant Christian von Lauffen. Beide halten ihre Liebe geheim, steht einem öffentlichen Bekenntnis doch der Standesunterschied beider Partner im Wege.
Christian hatte vor der Begegnung mit Kläre eine Affäre mit der Baronin Madeleine von Hügener. Ihr Mann, Rittergutsbesitzer Baron von Hügener, hat heimlich Schuldscheine Christians über eine größere Summe aufgekauft. Er verlangt von seinem früheren Nebenbuhler nun eine Auslösung der Summe, die Christian im Glücksspiel verloren hatte. Christian versucht vergeblich, Geld von seinem Vater zu erhalten, der ihm bereits die Ausbildung finanziert. Als Christian sich Kläre anvertraut, findet sie einen Weg, um ihm zu helfen. Ihre Liebe zueinander vertieft sich dadurch weiter.
Im Juli 1914 kehrt plötzlich Kläres Verlobter Fritz Helbig in die Kaserne zurück, dessen Lehrgang ursprünglich erst im Herbst enden sollte. Neben der politischen Krise, die in den Ersten Weltkrieg münden wird, beschäftigt Fritz auch das veränderte Verhalten seiner Verlobten. Er ahnt, dass sie ein Verhältnis mit Christian von Lauffen hat, und erwischt beide wenig später gemeinsam auf Christians Zimmer. Es kommt zum Streit zwischen beiden Männern, bei dem Fritz sich vergisst und den ihm vorgesetzten Offizier angreift. Fritz wird vors Kriegsgericht gestellt und verurteilt. Christian erkennt sein Fehlverhalten und setzt sich nun für Fritz’ Freilassung ein. Dadurch zieht er sich den Unmut des Offizierskorps zu und ist in der Folge bereit, auf gesellschaftliche Konventionen zu verzichten: Er will Kläre heiraten, doch durchkreuzt der Ausbruch des Ersten Weltkrieges seine Pläne.
Christian wird als einer der ersten zum Kriegsdienst eingezogen. Als er sich auf dem Kasernenhof von Kläre verabschiedet, wissen beide nicht, ob sie sich je wiedersehen werden, doch wird Kläre auf Christians Rückkehr warten.

## Produktion
Franz Adam Beyerlein war mit seinem Drama Zapfenstreich von 1903 sehr erfolgreich. Es zählt zu den publikumswirksamsten deutschsprachigen Werken vor dem Ersten Weltkrieg. Im Roman entwirft Beyerlein aus der kontrastierenden Sicht eines gemeinen Soldaten und eines Berufsoffiziers ein kritisches Bild des wilhelminischen Heeres nach der Jahrhundertwende. Unverblümt werden hier Missstände angeprangert.
Der Film beruht auf Beyerleins Bühnenstück. Produktionsfirmen waren die Royal-Produktions GmbH (Frankfurt am Main) und die Como-Film GmbH (München). Gedreht wurde in der Flandernkaserne in Ingolstadt sowie in den Bavaria Filmstudios Geiselgasteig. Die Bauten schufen Robert Herlth und Kurt Herlth. Produzent Conrad von Molo übernahm auch die Produktionsleitung.
In Österreich lief der Film unter dem Verleihtitel Zapfenstreich. In Deutschland war Zapfenstreich der Arbeitstitel. Alternativ lief der Film auch unter Der Große Zapfenstreich. In den USA hatte der Film am 4. Februar 1956 Premiere, der dortige Verleihtitel war The Sergeant’s Daughter.

## Kritik
„Sommer 1914: In einer Ulanenkaserne an der französischen Grenze gewinnt der leichtlebige adelige Leutnant die Zuneigung der bürgerlichen Wachtmeisterstochter. Bewegt von der Treue des Mädchens, lehnt er sich gegen die starren Adels- und Kasinokonventionen auf und durchbricht die zweigleisige Standesmoral, was ihm schließlich menschliches Verständnis und Anerkennung beim Vater - einem General - und bei den Vorgesetzten einbringt. Sorgfältig durchgearbeiteter dramatischer Film mit gesellschaftskritischem Grundton; gute Darstellung.“